# Route catalane C-66
Pour les articles homonymes, voir C66 et Route 66 (homonymie).
La route catalane C-66 est une route qui relie Palafrugell et Besalú via Gerone en passant par le nord de la province
Elle a le statut de voie rapide entre l'intersection avec l'AP-7 (Gerone Nord) et Banyoles avec 2x2 voies séparées par un terre plein central

## Tronçons
| Nom  | Section                          | Type                    | Connexion | Longueur (km) |
| ---- | -------------------------------- | ----------------------- | --------- | ------------- |
| C-66 | Palafrugell - Sant Julia de Rami | route classique         | AP-7 C-31 | 35 km         |
| C-66 | Sant Julia de Rami - Banyoles    | voie rapide (2x2 voies) |           | 9 km          |
| C-66 | Banyoles - Besalú                | route classique         | A-26      | 22 km         |

### Référence
- Nomenclature